# Versatile
Versatile (полное название — Buhler Versatile Inc) — канадский производитель сельскохозяйственной техники, а также бренд тракторов, производимых этой компанией.

## История
Компания была основана в Виннипеге, провинция Манитоба, в 1966 году Питером Пакошом и Роем Робинсоном.
Первой продукцией компании стали полноприводные тракторы с шарнирно-сочлененной рамой. А Даниэль Пакош разработал первый в мире двунаправленный трактор — модель Versatile Bi-Di 150, выпущенная в 1977 году. В первые годы своего существования (с 1970-х по 1980-е годы) компания производила культовые тракторы, раскрашенные в красный, жёлтый и чёрный цвет. Их тракторы стали узнаваемы своим квадратным внешним видом.
Спрос на полноприводные тракторы значительно вырос, и Versatile стала одним из лидеров в разработке и производстве этой техники. К концу 1970-х модельный ряд Versatile включал тракторы мощностью от 220 до 330 лошадиных сил. В 1980-х годах появилась расширенная линейка полноприводных тракторов, мощность которых увеличилась до 470 лошадиных сил. Компания вступила в гонку за создание самого большого трактора в мире — «Big Roy», названным в честь одного из основателей, с мощностью в 600 лошадиных сил.
В 1987 году Ford-New Holland купила Versatile. Оригинальные наклейки были заменены названием Ford, а название Versatile было уменьшено в размере и помещено под номером модели трактора. Кроме этого, культовые цвета Versatile были заменены на синий и белый цвета тракторов Ford.
В 1991 году компания Fiat Geotech приобрела Ford New Holland для создания New Holland. Затем в 1999 году New Holland объединилась с Case Corporation, чтобы создать CNH Global. Versatile была продана Buhler Industries Incorporated, вернув тракторам культовый красный цвет, но заменив жёлтый на белый.
1 ноября 2007 году российский производитель комбайнов «Ростсельмаш» приобрел 80 % обыкновенных акций Versatile, и было объявлено, что торговая марка Versatile снова станет названием, ассоциирующимся с подразделением тракторов. В 2016 году Versatile расширила свой ассортимент тракторов, добавив систему DeltaTrack с четырьмя гусеницами, заменяющую колеса на своих тракторах с шарнирно-сочлененной рамой. В 2017 году Versatile вернулась к своей культовой цветовой гамме красного, жёлтого и чёрного цветов.
В августе 2022 года Versatile объявила о планах по выпуску водородного трактора с двигателем Cummins.